# Château de Juvigny
Ne doit pas être confondu avec Château de Juvigny-sur-Seulles ou Château de Juvigny (Aisne).
Le château de Juvigny (Marne) est un château du XVIIIe siècle de la banlieue de Châlons-en-Champagne.

## Histoire
L'actuel château de Juvigny, situé à proximité du lac des Grands Prés, est construit sous la direction de l'architecte rémois Nicolas Petit entre 1702 et 1705 sur les plans de Robert de Cotte. Le château côtoie un parc arboré de 18 hectares 17, ce parc à la française fut modifié et devenait un parc à l'anglaise. Le château est entouré de douves emplies d'eau. Le parc est habituellement ouvert au public lors des journées du Patrimoine. Le château accueille par ailleurs des chambres d'hôtes.
Les façades et toitures du château, les douves et le pont donnant accès à la cour (cad. B 371, 372) sont inscrits au titre des monuments historiques par arrêté du 26 août 1988. La laiterie, le parc, l'orangerie, le potager et son mur de clôture, une fabrique en branchages dans le jardin, l'allée conduisant à l'entrée du château et le pont vers le parc font l'objet d'une inscription par arrêté du 31 mai 2010.

## Galerie

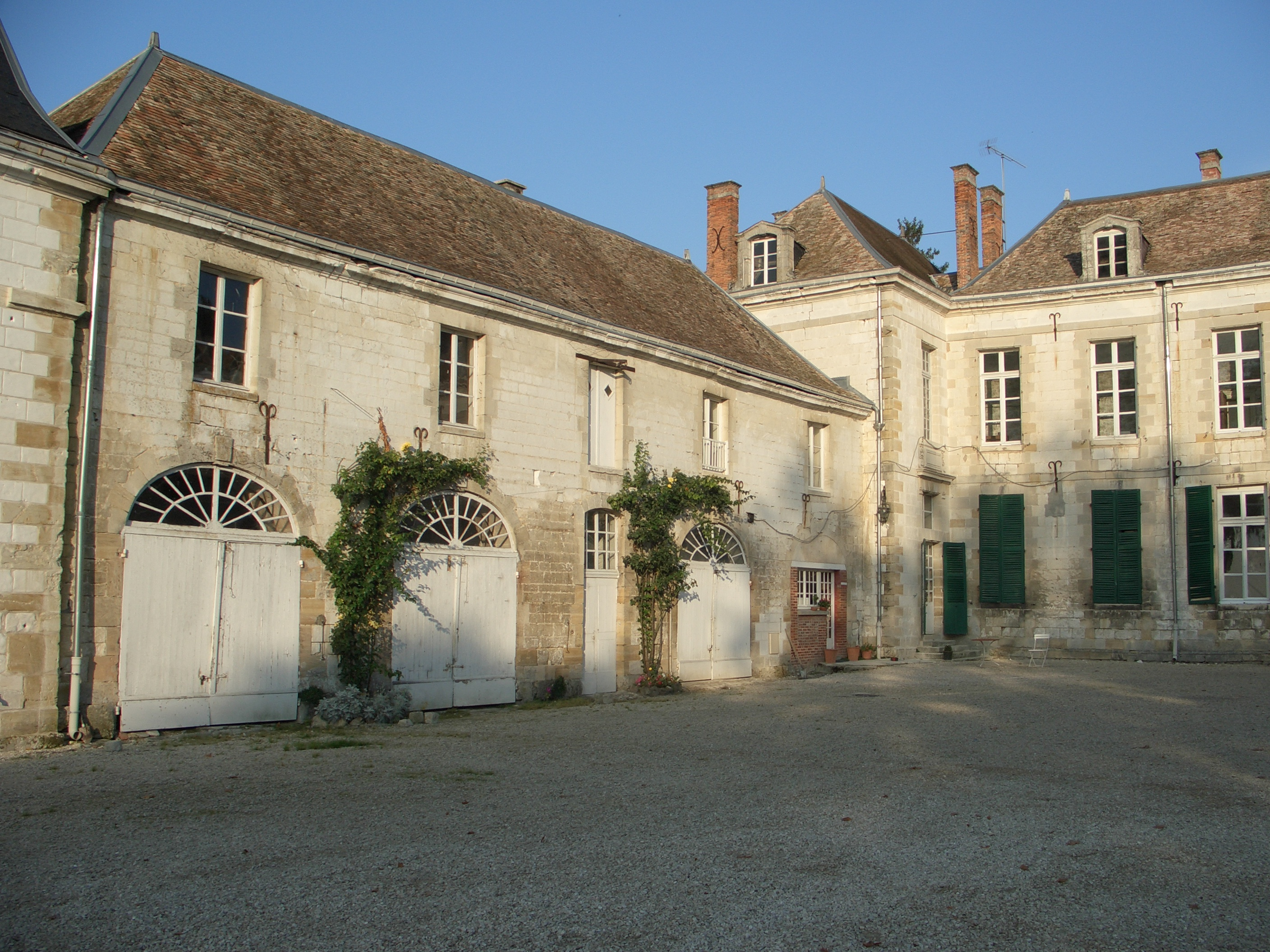
Orangerie.
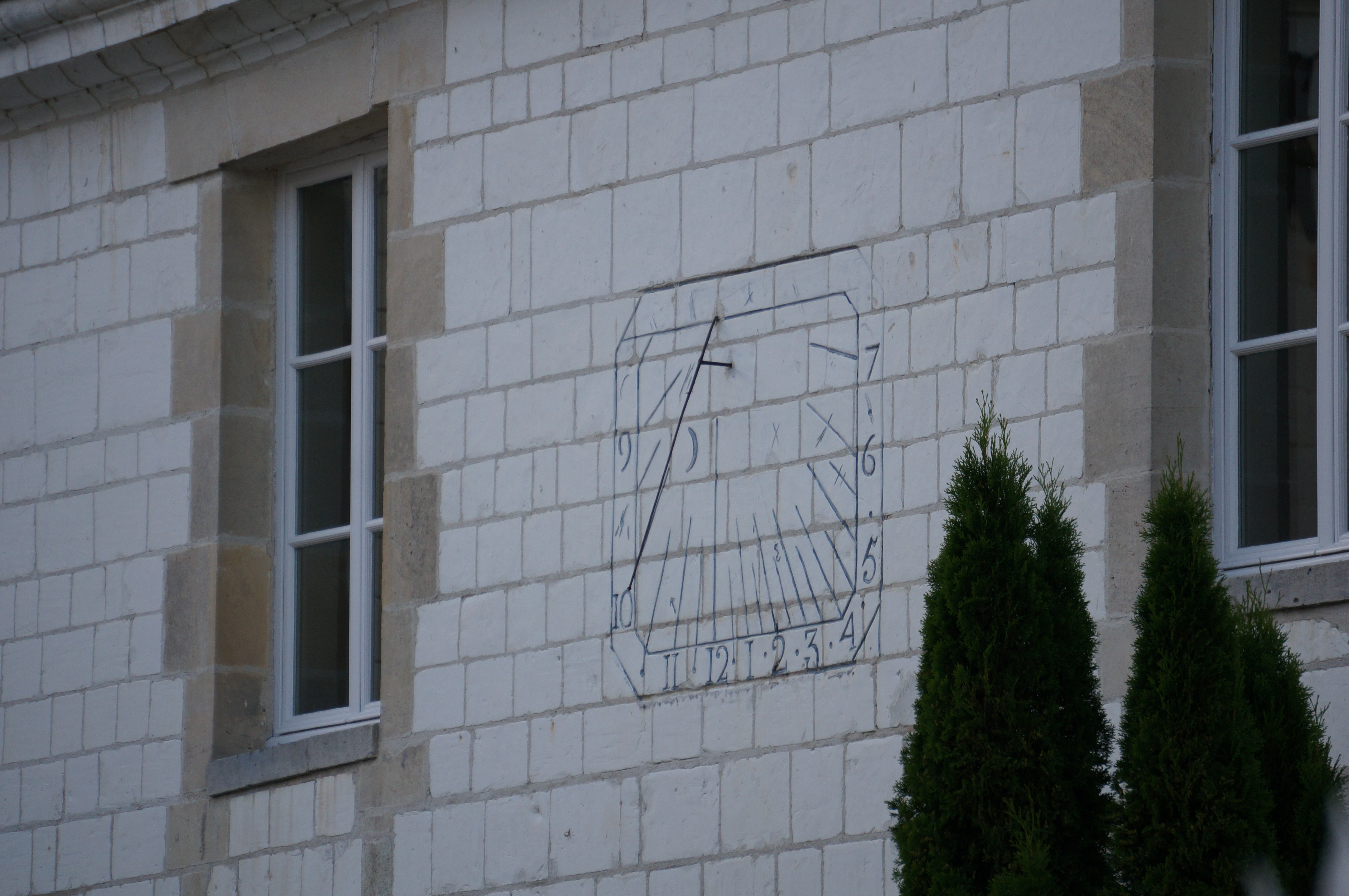
Cadran solaire.